# انسان کارورز
انسان کاروَرز یا انسان ابزارساز با نام علمی Homo ergaster، گونهٔ منقرض شده‌ای از سردهٔ انسان است که در اوایل دور پلیستوسن حدود ۱٫۹تا ۱٫۴ میلیون سال پیش در شرق و جنوب آفریقا می‌زیسته‌است. انسان کارورز یکی از نخستین انسان تبارها (انسان سایانی که پس از انشعاب از شامپانزه‌ها نخستین عضو خانوادهٔ (دسته) انسان را تشکیل داد) بوده‌است.
بررسی و تحلیل‌ها پیرامون انسان کارورز به شکلی اجتناب‌پذیر به انسان راست‌قامت منتهی می‌شوند. به ویژه مباحثی که از منظر آرایه‌شناسی دربارۀ رده‌بندی آن‌ها در دو گروه مجزا در جریان است.
بعضی دیرین مردم‌شناسان انسان کارورز را گونه‌ای از انسان راست‌قامت با نام انسان راست‌قامت آفریقایی می‌شناسند. برخی دیگر او را نیای جدانشدنی انسان راست‌قامت می‌دانند که سپس از آفریقا به اوراسیا مهاجرت کرده و به گونه‌های متمایز دیگری انشعاب یافته‌است.
گروهی دیگر تمایز قایل شدن بین انسان کارورز و انسان راست‌قامت را باطل دانسته و فسیل‌های منسوب به انسان کارورز را در همان ردهٔ انسان راست‌قامت جای می‌دهند.
براساس آخرین اکتشاف‌ها در دمانیسی گرجستان کلیهٔ گونه‌های انسان سرده اولیه در آفریقا و از آن جمله انسان کارورز، مشابه گونهٔ انسان راست‌قامت می‌باشند.
نام مجزا برای این گروه نخستین بار در ۱۹۷۵ توسط مزک و گروز در یک نشریه به کار رفت. کلمه ارگاستر از ریشه یونان باستان ἐργαστήρ ergastḗr به معنی کارکننده گرفته شده‌است که به نوعی ارجاع دارد به فناوری لیتیک پیشرفته، که پس از توسعه و گسترش توسط انسان کارورز، مبنا و نقطه آغاز فرهنگ و صنعت آشولی گردید.

## کشف فسیل‌های نمونه (معرف)
در ۱۹۴۹ جان تی رابینسون، دیرینه‌شناس اهل آفریقای جنوبی استخوان آرواره‌ای از یک گونهٔ جدید انسان تبار در جنوب آفریقا کشف کرد که امروزه انسان کارورز شناخته می‌شود.
آرایهٔ انسان کارورز نخستین بار با کاربرد این نام به آروارهٔ کشف شده توسط وراتسلاو مزک و کالین گروز در نزدیکی دریاچهٔ رودلف (با نام علمی KNM_ER_992) ایجاد شد.
سپس اسکلت به نسبت کامل KNM_WT_1500 یا پسربچه تورکانا در ۱۹۸۴ نزدیک دریاچهٔ تورکانا توسط کامویا کیمو و آلن واکرکشف شد. قدمت این فسیل به ۱٫۶ میلیون سال قبل بر می‌گردد ویکی از کاملترین فسیل‌های کشف شده متعلق به انسان تبارهاست.

## دسته‌بندی‌ها و تفاوت‌ها
دیرین‌مردم شناسان در خصوص رده‌بندی انسان راست‌قامت و انسان کارورز در دو کلاسهٔ جدا اتفاق نظر ندارند.
گروهی، انسان کارورز را نوعی از انسان راست‌قامت می‌دانند و او را به عنوان انسان راست‌قامت آفریقایی می‌شناسند. آنان معتقدتد که انسان کارورز پس از مهاجرت به اوراسیا به گونه‌های دیگری تبدیل شده‌است.
آن‌ها به جای دو عنوان مستقل انسان کارورز وراست قامت، پیشنهاد می‌کنند که عنوان انسان راست قامت گونهٔ خاص (Homo erectus sensu stricto) را برای گونهٔ آسیایی انسان راست قامت و عنوان انسان راست قامت گونهٔ عام(Homo erectus sensu lato) را برای گروه بزرگتر متشکل از انسان راست قامت آسیایی و آفریقایی به کار گرفته شود.
این دو نظریهٔ، دانشمندان را به دو گروه مجزا تقسیم کرده‌است:
1. گروهی که معتقدند انسان کارورز همان انسان راست‌قامت است.
2. گروهی که معتقدند انسان کارورز گونهٔ آفریقایی انسان راست‌قامت است. براساس نظر این گروه اخیر آرایهٔ انسان کارورز به رسمیت شناخته می‌شود. گرچه این گونه کماکان بخشی از گروه بزرگ انسان راست قامت گونهٔ عام sensu lato به‌شمار می‌رود.

گروهی از دانشمندان به‌طور کلی با استفاده از واژهٔ کارورز و تمایز قایل شدن میان انسان راست‌قامت وانسان کارورز مخالف بوده و تفاوت معنی‌داری میان پسر تورکانا و مردپکنی به عنوان انسان راست قامت متصور نیستند.
سورا و همکاران در سال ۲۰۰۷ اعلام کردند که احتمالاً انسان راست‌قامت منشأ و مبدأ برخی از پیدایش‌های ژنی جدید در اوراسیا بوده‌است.
در سال ۲۰۰۳ آنتون شواهدی برای شفاف‌سازی ابهامات پیرامون انسان راست قامت آسیایی و آفریقایی کشف کرد که قابل اثبات نبودند.
و در نهایت او نیز اعلام کرد که" وجود انسان کارورز به صورت یک سؤال لاینحل باقی می‌ماند "
واین ابهام همچنان به قوت خود باقی است.
آخرین یافته‌ها در دمانسی گرجستان حاکی از آن است که گونه‌های متاخرِ انسان سرده از جمله انسان ماهر، انسان رودلفی، انسان کارورز و انسان راست‌قامت که با هم همدوره بوده‌اند، همگی به گونه‌ای تعلق دارند که ۱٫۹ میلیون سال قبل در آفریقا  تکامل یافته و سپس در اورسیا و بعدها تا چین و جاوه پراکنده شده جایی که مستنداتی متعلق به ۱٫۲ میلیون سال قبل در آن یافت شده.
و به نظر می‌رسد که بهترین و جامع‌ترین نام برای این گونه انسان راست‌قامت باشد.
و این چنین بحث و اختلاف نظر دربارۀ انسان کارورز، و اجداد و نوادگان او همچنان باقی است.
البته این اتفاق نظر کلی وجود دارد که او جد بلافصل انسان تبارهایی از قبیل انسان هایدلبرگی، انسان نئاندرتال و انسان راست‌قامت آسیایی و انسان خردمند است.
نتیجه تحلیل جمجمهٔ دمانیسی و سایر یافته‌ها در دمانیسی حکایت از این دارد که کلیه گونه‌های اولیهٔ انسان سرده از یک گونه به وجود آمده‌اند و آن انسان راست‌قامت است.
این بدان معناست که انسان کارورز در گروه انسان راست قامت جای داده می‌شود چرا که دو گونه دارای اجداد و نوادگان و ویژگی‌های طبقه‌بندی یکسان می‌باشند.
انسان کارورز ممکنه است با توجه به استخوان‌های ظریف‌تر جمجمه و فقدان استخوان‌های برجسته زیر ابرو از انسان راست قامت متمایز شود. از انسان هایدلبرگی نیز با توجه به صورت (چانه) پیش آمده تر، پیشانی پست‌تر واستخوان‌های ظریفترش متمایز است.
ویژگی‌هایی که او را از گونه‌های نخستین غیر –انسان متمایز می‌کند عبارتند از دودیسی جنسی خفیف تر (یعنی تفاوت‌های کمتر در دو جنس مختلف)، صورتی متقارن تر ومسطح تر در مقایسه با غیر انسان‌ها، فک کوچک‌تر و حجم جمجمه بزرگ‌تر (در انسان کارورز اولیه این حجم ۷۰۰–۹۰۰ سی سی و در گونه‌های متاخرتر ۹۰۰–۱۱۰۰ سی‌سی می‌باشد) در تانزانیا، اتیوپی، جنوب آفریقا و کنیا آثار دیگری از انسان کارورز کشف شده‌است.

## اختلاف نظرها
از نقطه نظر تفسیرهای موجود در زمینه تحولات و تکامل گونه‌های اولیه انسان سرده، دانشمندان به چندین گروه‌ تقسیم می‌شوند.
انسان ماهر در میان همگان به عنوان جد احتمالی انسان سرده و جد بلافصل انسان کارورز پذیرفته شده‌است.
گرچه چگونگی نسبت خود گونهٔ ماهر با سایر اعضای خانوادهٔ انسان سرده هنوز محل اختلاف نظر است. واضح است که گونهٔ کارورز و گونهٔ ماهر به‌طور هم‌زمان برای مدت نیم میلیون سال در شرق آفریقا می‌زیسته‌اند که بر این اساس احتمال می‌رود نسبت آن‌ها آنا ژنتیک بوده یعنی این دو گونه، دو تیره از نوادگان یک نیای مشترک هستند. مشخص نیست که انسان کارورز چه اثرات ژنتیکی بر روی انسان‌تبارهای بعد از خود داشته‌است.
نتیاج تحلیل‌های ژنتیکی اخیر، فرضیه منشأ آفریقایی انسان مدرن را تأیید می‌کند و این احتمال وجود دارد که در گذر زمان آزمایش‌های ژنتیکی نیز موید این فرضیه باشد که انسان کارورز پدر همهٔ انسان تبارهای متاخر بوده‌است.

### پیدایش و انقراض
براساس یک باور کلی انسان کارورز ۱٫۸ میلیون سال قبل از انسان ماهر منشعب شده باشد.
اندکی بعد انسان راست قامت نیز از انسان کارورز منشعب شده و سپس از آفریقا مهاجرت نمود. و البته احتمال عکس نیز وجود دارد یعنی گروهی از انسان‌های کارورز از آفریقا مهاجرت و سپس به انسان راست قامت تکامل یافته‌اند.
نخستین نوادگان انسان ماهر در دمانیسی گرجستان کشف شده و به نام انسان راست‌قامت گرجی شناخته می‌شود.
سال ۲۰۱۳ بخش‌هایی از یک فسیل آرواره در منطقه اکتشافی لدی – گرو در تنگه عفر در اتیوپی کشف شد. به نظر می‌رسد که این فسیل‌ها متعلق به گونهٔ حد فاصل جنوبی کپی وانسان ماهر باشد و از آنجا که قدمت آن۲٫۸ میلیون سال تخمین زده شده، قدیمی‌ترین نشانهٔ به دست آمده از سرده انسان محسوب می‌شود.
انسان کارورز ۵۰۰۰۰۰ در آفریقا زندگی می‌کرده. پس از آن از حدود ۱٫۴ میلیون سال پیش به این سو دیگر هیچ اثر فسیلی از این گونه مشاهده نشده‌است.
هیچ دلیل مشخصی بر این ناپدید شدن او به دست نیامده است.
نشانه‌هایی مشابه از انسان هایدلبرگی متعلق به زمانی خیلی بعد از دوران انسان کارورز در همان منطقه کشف شده‌است که نشان گر یک دوران خلأ مدرکی از انسان کارورز می‌باشد و البته این احتمال نیز وجود دارد که گونه‌ای در حدفاصل این دو، در این زمان می‌زیسته که هنوز کشف نشده‌است.

## استفاده از ابزار
انسان کارورز در مقایسه با پدرانش، انسان ماهر، ابزارهای سنگی پیشرفته‌تر و متنوع‌تری را به کار می‌برده‌است.
انسان کارورز فناوری الدوایی را پالایش داده و نخستین تبرهای دو سویه آشولی را به وجود آورده‌است. ۲۰۰۰۰۰ سال قبل از ابداع ابزارهای آشولی در ۱٫۶ میلیون سال قبل انسان راست قامت از انسان کارورز منشعب شده و از آفریقا مهاجرت کرده بود.

## زندگی اجتماعی
دودیسی جنسی مشاهده شده در انسان کارورز به میزان چشمگیری کمتر از اجداد جنوبی کپی او (۲۰درصد) اما بیش از دودیسی جنسی مشاهده شده در انسان مدرن بوده است.
تحلیل رفتن میزان دودیسی جنسی احتمالاً با کاهش نیاز به رقابت بر سر جفتگیری و جفتیابی در میان جنس مذکر مرتبط بوده‌است.
انسان کارورز نه فقط در ظاهرفیزیکی بلکه در ویژگی‌های زندگی اجتماعی و سازمانی نیز بسیار بیشتر از اجداد اولیه اش مشابه انسان مدرن می‌زیست.
محتمل است که انسان کارورز نخستین انسان تباری باشد که از آتش نگهداری کرده‌است. اینکه این آتش طبیعی بوده، یا به صورت مصنوعی توسط خود او تولید شده هنوز محل اختلاف نظر است ولی این امر که انسان کارورز همانند سایر انسان‌تبارهایی که با انسان کارورز نیای مشترکی داشته‌اند، قادر به کنترل آتش بوده محرز است.

### استفاده از زبان
براساس مهره‌های گردنی پسر تورکانا که بسیار باریک‌تر از انسان‌های متاخر است، انسان کارورز توانایی فیزیکی محدودی در تنظیم تنفس و در نتیجه تولید صداهای پیچیده داشته‌است.
گرچه یافته‌های بعدی در دمانیسی که ۳۰۰ هزار سال قبل از پسر تورکانا می‌زیسته نشانگر وجود مهرهای گردنی مشابه انسان مدرن است؛ لذا این احتمال مطرح است که شاید پسر تورکانا از نوعی بیماری ستون فقرات رنج می‌برده که منجر به نازک شدن مهره‌های گردنی او شده‌است.
گرچه فسیل‌های دمانیسی منتسب به انسان کارورز نیست ولی از آنجا که ۳۰۰ هزار سال قدیمی تر از پسر تورکانا می‌باشد نوعی خویشاوندی بین آن‌ها مطرح است.